# Білярський музей-заповідник
Білярський державний історико-археологічний і природний музей-заповідник — музей-заповідник в  Алексєєвському районі  Республіки Татарстан. До складу заповідника входять Білярський історико-архітектурний музей, городище Біляр, Балингузське городище, Горкінське городище, Микільсько-Баранське городище, Большетіганскій могильник, святилище «Святий ключ» та інші об'єкти.

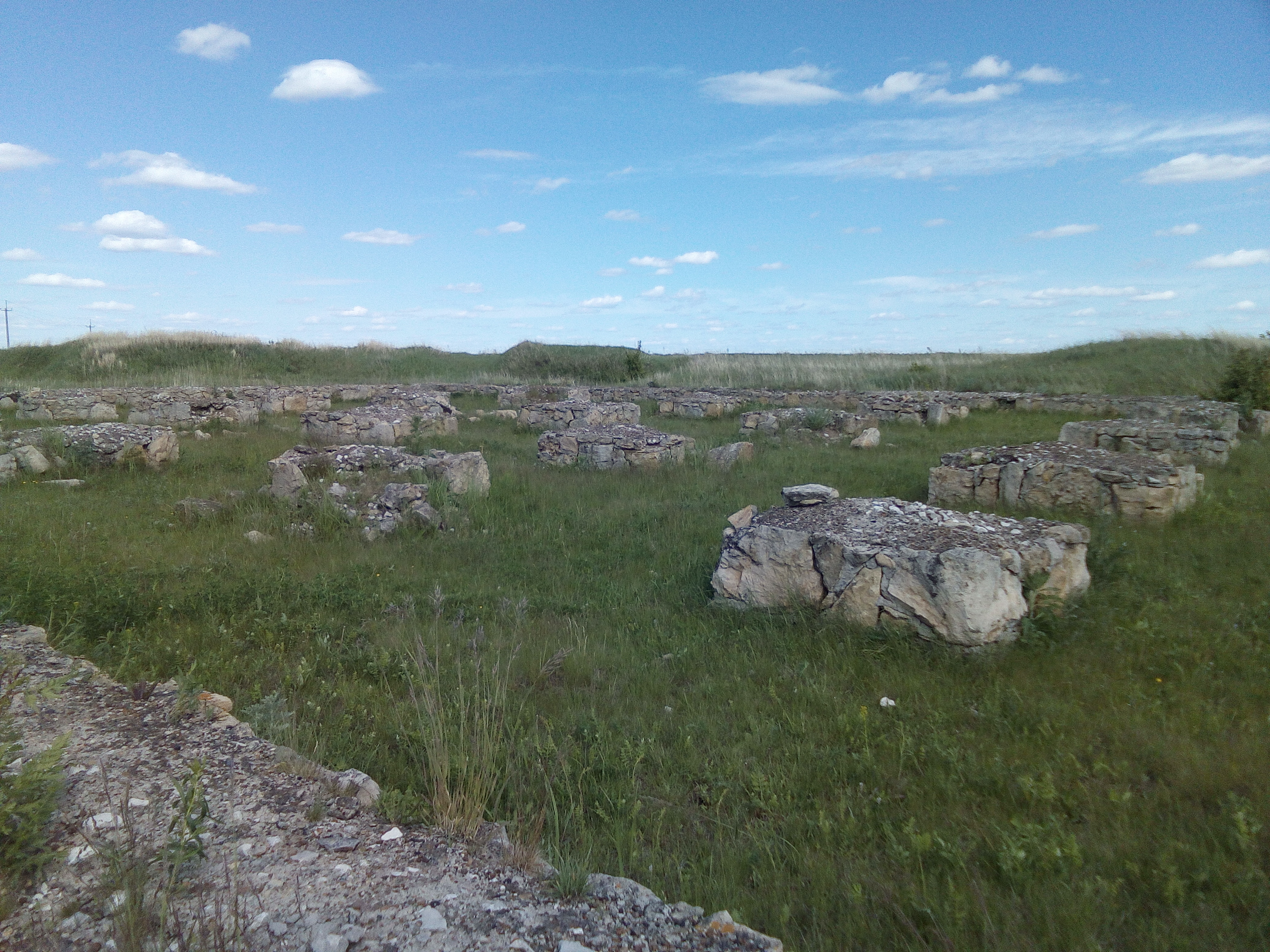
Мечеть в Білярському городищі